# Miroslav Radović
Pour les articles homonymes, voir Radović.
Miroslav Radović, né le 16 janvier 1984 à Goražde (en Yougoslavie, aujourd'hui en Bosnie-Herzégovine), est un footballeur serbe naturalisé polonais. Il est ailier au Legia Varsovie.
En janvier 2014, il acquiert la nationalité polonaise après avoir déposé sa demande en août 2011.

## Biographie

### Accepte un gros contrat en Chine
En février 2015, après plusieurs semaines de tractations alors que le Legia Varsovie doit disputer un seizième de finale de Ligue Europa contre l'Ajax Amsterdam, Miroslav Radović signe un contrat de deux ans avec le club chinois du Hebei China Fortune, créé cinq ans plus tôt et pensionnaire de deuxième division. Il y rejoint un célèbre entraîneur serbe, Radomir Antić.

## Palmarès

### Collectif
/  Partizan Belgrade
- Champion de Serbie-et-Monténégro en 2005
- Champion de Serbie en 2017

 Legia Varsovie
- Champion de Pologne en 2013, 2014, 2017 et 2018
- Vainqueur de la Coupe de Pologne en 2008, 2011, 2012, 2013 et 2018
- Vainqueur de la Supercoupe de Pologne en 2008

 Olimpija Ljubljana
- Championn de Slovénie en 2016

### Distinctions individuelles
- Étranger de l'année selon le magazine Piłka Nożna : 2011
- Meilleur milieu de terrain de la saison (Ekstraklasa) : 2014[3]
- Meilleur joueur de la saison (Ekstraklasa) : 2014[3]